# Aaadonta angaurana
Aaadonta angaurana – gatunek ślimaka trzonkoocznego z rodziny Endodontidae. Endemit wyspy Angaur należącej do Palau. Klasyfikowany jako krytycznie zagrożony wyginięciem, a przypuszczalnie już wymarły.

## Taksonomia
Gatunek ten opisany został po raz pierwszy w 1976 roku przez Alana Solema na podstawie blisko 130 okazów zebranych w okolicy stacji badawczej 175 na należącej do Palau wyspie Angaur. Holotyp pozyskała dwójka japońskich badaczy w kwietniu 1936 roku. Epitet gatunkowy wywodzi się od nazwy wyspy, będącej lokalizacją typową.

## Morfologia
Muszla tego ślimaka osiąga od 3,58 do 4,21 mm średnicy i od 1,82 do 2,19 wysokości; stosunek wysokości do średnicy wynosi od 0,471 do 0,565. Na muszlę składa się od 5⅛ do 6⅛ skrętów. Szczyt muszli i skrętka są równomiernie wyniesione i od góry zaokrąglone, dość niskie. Szeroko otwarty dołek osiowy ma kształt litery U. Stosunek średnicy muszli do średnicy dołka wynosi od 3,83 do 4,7. Główne elementy rzeźby radialnej w części szczytowej i podszczytowej są zanikłe. Rzeźba skrętów postnuklearnych jest typowa dla rodzaju, złożona z delikatnie zaznaczonych żeberek radialnych i bocznych perełkowań ułożonych w spiralne rządki, będące przedłużeniem spiral wierzchołkowych. Szwy są płytkie. Bruzda nadperyferyjna jest dobrze zaznaczona, natomiast podperyferyjna słabo widoczna. Peryferia muszli wydłużone są w dziobiasty kil. Nachylone pod kątem 15° do osi muszli ujście ma kształt niemal prostokątne, mocno ściśnięty bocznie poniżej peryferiów. Wycofana daleko w głąb ujścia przegroda wrzecionowa ma postać niskiej, ostrej listewki. Występują trzy przegrody parietalne i cztery przegrody palatalne (górna leży powyżej peryferiów i jest bardzo niska), wszystkie z perełkowaniami w częściach tylnych.

## Ekologia i zagrożenie
Ślimak ten zamieszkiwał nizinne wilgotne lasy równikowe. Występował endemicznie na wyspie Anagur w archipelagu Karolinów, na obszarze nie większym niż 8 km². Ostatni raz obserwowany był w 1936 roku, kiedy to zebrano wszystkie znane nauce okazy. Od tego czasu środowisko wyspy uległo silnym zmianom, w tym wylesieniu. Misji z 2005 roku nie udało się potwierdzić występowania ślimaka, stąd prawdopodobnie jest to już gatunek wymarły. Czerwona księga gatunków zagrożonych IUCN umieściła go w 2012 roku w kategorii gatunków krytycznie zagrożonych.